# Glypta argyrotaeniae
Glypta argyrotaeniae là một loài tò vò trong họ Ichneumonidae.